# Alfred Bertrang
Alfred Alphonse Michel Bertrang, né le 31 mars 1880 à Arlon et décédé le 25 octobre 1962 à Liège, est un philologue, enseignant, historien et homme politique belge du parti catholique.

## Biographie

### Enseignement
Alfred Bertrang possède un diplôme de docteur en Philologie et Lettres obtenu en 1904, et est un spécialiste de la philologie germanique (allemand, luxembourgeois et néerlandais/flamand). Également archéologue et historien, il est essentiellement professeur à l'Athénée royal d'Arlon de 1904 à 1938. En 1922, il est nommé à la chaire de langue et littérature allemandes de l'université de Gand, en suppléant du professeur Polderman, mais, ayant refusé la stricte flamandisation de cette université, il revient à l'Athénée d'Arlon.

### Politique
Il est élu conseiller communal de la ville d’Arlon de 1938 à 1958, sénateur des arrondissements de la province de Luxembourg de 1946 à 1949 et conseiller provincial du Luxembourg entre 1949 et 1950.

### Culture
Membre de l'Institut archéologique du Luxembourg (belge), il est élu secrétaire en 1920 et président en 1935. Il fut également conservateur du Musée archéologique d'Arlon.

## Œuvres
- Histoire de l'incendie d'Arlon en 1785 ; Arlon (Willems), 1913 ; 204 pages.
- Arlon sous la Révolution ; in : Annales de l'Institut archéologique du Luxembourg (belge), t. XLIX, 1914 ; p. 1-23.
- Grammatik der Areler Mundart ; ouvrage distingué en 1920 par l'Académie royale de Belgique, qui le publia en 1921 ; 463 pages.
- Histoire d'Arlon ; Arlon (Everling), 1940; 304 pages. - Nouvelle édition, revue et augmentée, 1953 ; 462 pages (et 123 illustrations).